# Amblyomma parkeri
Amblyomma parkeri är en fästingart som beskrevs av Fonseca och Aragao 1952. Amblyomma parkeri ingår i släktet Amblyomma och familjen hårda fästingar. Inga underarter finns listade i Catalogue of Life.